# Otto Leopold Ehrenreich von Gloeden
Otto Leopold Ehrenreich von Gloeden (* 6. Februar 1731 in Lemmersdorf; † 24. September 1801 in Schwedt/Oder) war ein preußischer Generalmajor.

## Leben

### Herkunft
Otto Leopold Ehrenreich entstammte dem uckermärkischen Adelsgeschlecht derer von Gloeden und war der Sohn von Hans Georg von Gloeden (1705–1789) und der Christiane Beate Fleischmann.

### Militärkarriere
Seine Laufbahn in der Preußischen Armee begann Gloeden 1747 als Junker im Dragonerregiment „Alt-Württemberg“. Im Siebenjährigen Krieg avancierte er am 25. Oktober 1756 zum Sekondeleutnant und nahm an den Schlachten bei Prag, Breslau, Leuthen und Hochkirch sowie den Belagerungen von Prag, Ölmütz und den Gefechten bei Reichenbach, Hoyerswerda und Maxen teil. Vor Prag und Maxen wurde er verwundet.
Am 24. Juni 1763 wurde Gloeden zum Premierleutnant und am 12. Juni 1769 zum Stabskapitän befördert. Seine Teilnahme am Bayerischen Erbfolgekrieg schloss sich an. Er wurde am 7. Juni 1783 Kommandeur des Dragonerregiments „von Kalckreuth“, avancierte weiter am 12. September 1786 zum Major und Eskadronchef, am 27. Mai 1789 zum Oberstleutnant und schließlich am 20. Mai 1791 zum Oberst. Bei der Revue am 4. Juni 1792 erhielt er den Orden Pour le Mérite. Auf preußischer Seite nahm er auch am Kościuszko-Aufstand, insbesondere an der Schlacht bei Rawka und Gefechten vor Warschau teil. Am 23. Juli 1795 wurde Gloeden mit der Wahrnehmung der Geschäfte als Inspektor der Pommerschen und Neumärkischen Inspektion von der Kavallerie beauftragt. König Friedrich II. übertrug Gloeden am 6. Februar 1797 die Kommandeursstelle des Dragonerregiments „Pfalz-Zweibrücken“ und beförderte ihn schließlich am 21. Mai 1798 zum Generalmajor.
Nach seinem Tode wurde Gloeden am 27. September in Schwedt beigesetzt.

### Familie
Gloeden heiratete am 8. Juli 1784 in Treptow an der Rega Charlotte Wilhelmine Juliane von der Osten (1759–1800), Tochter des Friedrich Wilhelm von der Osten (1721–1786) und der Charlotte Henriette von Liebeherr (1734–1791). Die Ehe blieb kinderlos.